# كأس أبطال الكؤوس الآسيوية 1993–94
كأس أبطال الكؤوس الآسيوية 1993–94 هو موسم من كأس أبطال الكؤوس الآسيوية. شارك فيه  18 فريقاً، وفاز فيه نادي القادسية.